# Rotte di migranti nel Mediterraneo

Principali rotte di migranti nel Mediterraneo e persone che vi hanno perso la vita (2014).

Le rotte di migranti nel Mediterraneo collegano dall'inizio degli anni novanta, l'Africa e il Medio Oriente all'Europa. Il mare viene attraversato su imbarcazioni di fortuna, spesso vecchi pescherecci, barche in vetroresina o gommoni.
I principali punti d'ingresso sono le coste spagnole, italiane e greche. Secondo l'Alto commissariato delle Nazioni Unite per i rifugiati, i flussi sono misti, composti cioè di migranti economici e rifugiati politici.

## Le rotte
Esistono molteplici rotte nel Mediterraneo, ma le principali sono tre: quella occidentale verso la Spagna, quella centrale verso l’Italia, e quella orientale verso la Grecia, che è stata la più percorsa negli ultimi anni, con circa 1,2 milioni di arrivi dal 2009, più delle altre due rotte combinate. Ben il 73% di questi sono sbarcati però solo nel 2015 a causa dei conflitti in Siria, Iraq e Afghanistan. Le migrazioni lungo la tratta orientale sono poi diminuite anche grazie a un accordo tra la Turchia e l’Unione europea (raggiunto il 18 marzo 2016): il Paese guidato da Erdoğan ha accettato di ospitare i migranti diretti in Europa in cambio di assistenza economica, incentivi e appoggio politico. La rotta centrale, dal Nord Africa all’Italia, ha registrato più di 780.000 arrivi, conoscendo una diminuzione nel 2018. Il Mar Mediterraneo si è dimostrato estremamente pericoloso per i migranti che hanno tentato di attraversarlo, soprattutto per la via centrale. Si stima che circa 17.000 persone siano morte in mare dal 2014, circa il 2% di tutti i migranti che attraversano il Mediterraneo su base annua.
La rotta più antica collega la costa del Marocco alla Spagna, attraverso lo stretto di Gibilterra e si è andata dilatando negli anni, al punto che oggi molte imbarcazioni partono direttamente dalla costa oranese dell'Algeria, verso l'Andalusia o verso le isole Baleari. La Spagna è interessata da una seconda rotta, quella che parte dalla costa atlantica africana (Marocco, Sahara Occidentale, Mauritania, Senegal, Gambia e Guinea) fino all'arcipelago delle isole Canarie.
Nel Mediterraneo centrale le rotte sono quattro. La più battuta parte dalle coste occidentali libiche, tra Tripoli, Gasr Garabulli e Zuara, puntando verso Lampedusa, la Sicilia e Malta.
Parallele a questa, altre due rotte collegano il litorale tunisino, tra Susa, Monastir e Sfax a Lampedusa, e la costa nord tra Biserta e Capo Bon a Pantelleria.
Dall'Egitto partono invece alcuni dei pescherecci che giungono in Sicilia orientale e in Calabria.
Infine, a partire dal 2006, una nuova rotta collega Algeria e Sardegna, partendo dalla costa nei pressi della città di Annaba.
In passato era invece Malta a costituire un importante punto di passaggio. Migliaia di migranti si stanziavano ogni anno sull'isola con un visto turistico e da lì venivano imbarcati clandestinamente verso le coste siciliane.
Nel Mediterraneo orientale, infine, le rotte marittime collegano la costa della Turchia alle vicine isole greche del Mar Egeo, in particolare Samo, Mitilene, Chio, e Farmaco. Sull'isola greca di Creta, invece, in misura minore, arrivano imbarcazioni salpate dalla costa egiziana.
Alla fine degli anni novanta e inizio duemila, migliaia di profughi Curdi salpavano direttamente dalle coste turche verso la Calabria, una rotta che ancora nel 2007 ha portato un migliaio di persone sulle coste della Locride. La rotta fra Albania e la Puglia si è invece esaurita con la progressiva stabilizzazione politica ed economica del Paese balcanico.

### Spagna meridionale
Sin dalla fine degli anni ottanta le acque dello stretto di Gibilterra sono state attraversate da importanti flussi migratori, inizialmente composti prevalentemente da cittadini marocchini e algerini, e, in un secondo momento, anche da soggetti provenienti dall'Africa subsahariana. Nel 2009 i punti di partenza interessano tutta la costa tra Larache e Hoceima, in Marocco, e tra Ghazaouet e Mostaganem in Algeria. Gli sbarchi avvengono sulla costa spagnola andalusa tra Cadice e Almería e, dal 2007, anche sulle isole Baleari. La traversata si effettua su piccole imbarcazioni e gommoni di scadente livello qualitativo e ben diversi da quelli di produzione occidentale. Nonostante il breve tratto di mare, dal 1988 le vittime sarebbero almeno 1.686.
I passeggeri sono marocchini, algerini e poi sub-sahariani dell'Africa occidentale e centrale. Per entrare in Marocco, i migranti sub-sahariani attraversano l'Algeria fino ad attraversare illegalmente la frontiera, ufficialmente chiusa, tra Maghnia e Oujda. L'attraversamento è tuttavia semplice, a piedi o a bordo dei taxi locali. Oujda, nel nord est del Marocco, è anche il capolinea delle deportazioni dei migranti sub-sahariani arrestati in mare dalle autorità marocchine o rastrellati a El Ayun, Rabat e Casablanca durante le retate della polizia. I candidati all'emigrazione clandestina vengono così preventivamente arrestati e semplicemente abbandonati lungo la frontiera algerina, da dove raggiungono a piedi la bidonville alle porte della vicina città di Maghnia, oppure ritornano a Oujda, spesso minacciati dalla stessa polizia di frontiera algerina.
(Gabriele Del Grande, Mamadou va a morire, Roma, 2007, pag. 68-69)
Nel 2007, nelle acque tra Spagna e Marocco si sono tenuti pattugliamenti europei congiunti, sotto l'egida di Frontex, denominati missione Indalo. Anche la marina reale marocchina effettua pattugliamenti anti emigrazione. Secondo testimonianze raccolte da Amnesty International e Human Rights Watch, il 28 aprile 2008 una nave della Marina spagnola avrebbe affondato un gommone carico di migranti subsahariani, causando la morte di almeno 28 persone, al largo di Hoceima. Con il Marocco, la Spagna ha stretto accordi di riammissione che vengono applicati anche ai minori non accompagnati.
| Sbarchi nello stretto di Gibilterra | 1999  | 2000   | 2001   | 2002  | 2003  | 2004  | 2005  | 2006  | 2007  |
|                                     | 2.694 | 12.789 | 14.405 | 6.795 | 9.788 | 7.245 | 7.066 | 7.502 | 5.579 |

Dopo la militarizzazione della costa marocchina e la dura repressione del 2005 nelle valli intorno a Ceuta e Melilla, le rotte dell'emigrazione si sono concentrate sulle isole Canarie - che nel 2006 hanno accolto la cifra record di 31.000 immigrati - e i punti di imbarco si sono spostati sempre più a sud, dalla Mauritania al Senegal, su rotte più lunghe e pericolose per evitare i pattugliamenti navali di Frontex.

### Ceuta e Melilla

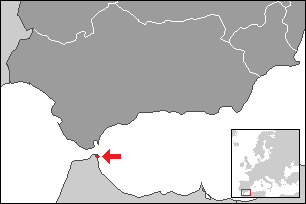
Posizione di Ceuta

Posizione di Melilla

Ceuta e Melilla sono due città autonome spagnole situate nel Nord-Africa, circondate dal Marocco, situate sulla costa del mar Mediterraneo vicino allo stretto di Gibilterra, con una superficie di poche decine di chilometri quadrati. Per i migranti provenienti dall'Africa subsahariana, Ceuta e Melilla hanno rappresentato per tutti gli anni novanta due porte d'ingresso per la Spagna e l'Unione europea. Per questo le due città sono state separate dal territorio marocchino da una doppia rete metallica alta inizialmente tre metri e poi raddoppiata a sei. Costruita nel 1997 a Ceuta e nel 1998 a Melilla, la recinzione è costata 20 milioni di euro, finanziati dall'Unione europea. Nell'estate e autunno del 2005 si registrarono massicci assalti alle reti, di gruppi di centinaia di uomini. Gli assalti vennero respinti a mano armata. In pochi mesi i colpi di arma da fuoco delle Forze ausiliarie marocchine e della Guardia Civil spagnola causarono 13 morti a Melilla e 4 a Ceuta. Nell'ottobre del 2005, un migliaio di migranti arrestati dalle autorità marocchine nelle vallate intorno alle due città, vennero deportati e abbandonati in pieno deserto alla frontiera algerina, all'altezza di 'Ain Chouatar, vicino Bouarfa. Prima di ricevere soccorso, una ventina di loro morirono disidratati.
Prima della stagione di repressione inaugurata nel 2005 dal governo di José Luis Rodríguez Zapatero, un migliaio di migranti sub-sahariani vivevano in accampamenti di fortuna sulle montagne intorno a Ceuta e Melilla. Circa 700 persone sul massiccio di Gourougou, davanti a Melilla, e almeno il doppio a Bel Younes, di fronte a Ceuta. Camerunesi, maliani e nigeriani erano i più numerosi.
(Gabriele Del Grande, Mamadou va a morire, Roma, 2007, pag. 81-82)
Per saltare le reti della barriera, i migranti fabbricavano scale con i rami degli alberi e si imbottivano i vestiti per proteggersi dal filo spinato. Sin dal 2004, un rapporto di Médicins sans frontières denunciava gli abusi perpetrati dalla Guardia civil spagnola e dalle forze ausiliarie marocchine da entrambi i lati del confine.
| Salti a Ceuta e Melilla | 2013 | 2014  | 2015 | 2016 | 2017  | 2018 | 2019 | 2020 | 2021 | 2022 |
| Salti a Ceuta           | 1    | 47    | 474  | 802  | 1.174 | 821  | 246  | 3    | 131  | 257  |
| Salti a Melilla         | 51   | 2.069 | 448  | 474  | 341   | 604  | 191  | 94   | 950  | 922  |

### Isole Canarie

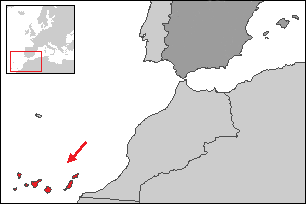
Mappa delle isole Canarie

L'arcipelago delle isole Canarie (7 isole e sei isolotti minori), dista 108 km dal punto più vicino della costa africana, Tarfaya, in Marocco. A partire dal 1999 è una delle mete principali delle rotte dell'immigrazione africana via mare. Il numero di arrivi è salito di pari passo all'aumento dei pattugliamenti nello stretto di Gibilterra e a Ceuta e Melilla (dove nel 1998 veniva ultimata la doppia barriera lungo il confine). Nel 2002 si imbarcarono per le isole Canarie, dal Sahara occidentale e dal Marocco, 9.929 persone, un boom rispetto alle poche centinaia di persone all'anno degli anni precedenti. Per la prima volta, nel 2002, il numero di sbarchi alle Canarie superò quello della costa andalusa. Ma il record di arrivi venne registrato nel 2006, con oltre 31.000 persone, in grande maggioranza africani sub-sahariani, salpati non più soltanto dalle coste del Sahara occidentale, ma anche da Mauritania, Senegal e Gambia. Nel 2007 gli arrivi alle Canarie sono invece diminuiti del 60% e nel 2008 continuano a diminuire. Le vittime, su questa rotta, sono state almeno 2.053 dal 1999, secondo Fortress Europe
La diminuzione degli arrivi è stata dovuta all'intensificarsi dei pattugliamenti europei congiunti, coordinati dall'agenzia Frontex attraverso la missione Hera, che ha coinvolto anche le autorità di Marocco, Mauritania e Senegal. Secondo dati ufficiali, Frontex ha respinto verso le coste africane 12.864 migranti tra il 2006 e il 2007. Il costo preventivato da Frontex per la missione Hera è di 12 milioni di euro l'anno. Altri 87 milioni sono stati stanziati dall'Ue per il biennio 2007-08 per finanziare il rimpatrio dei migranti sbarcati alle Canarie (16.000 tra gennaio e agosto 2007, per un costo di 10,8 milioni di euro, ovvero 675 euro a testa). Parallelamente, la Spagna ha siglato accordi di riammissione con vari Paesi dell'Africa occidentale, in cui si prevede il rimpatrio dei migranti sbarcati irregolarmente. Come conseguenza, è salito il numero di minori non accompagnati arrivati sull'arcipelago nel 2008, di solito protetti dalla Convenzione per i diritti del fanciullo.
| Sbarchi alle Canarie | 1999 | 2000  | 2001  | 2002  | 2003  | 2004  | 2005  | 2006   | 2007   |
|                      | 875  | 2.410 | 4.112 | 9.875 | 9.388 | 8.426 | 4.715 | 31.678 | 12.478 |

Una dettagliata analisi del fenomeno dell'immigrazione alle isole Canarie è stata fatta dalla Ong spagnola APDHA - Asociación Pro Derechos Humanos de Andalucía. Amnesty International ha invece curato un rapporto sulle condizioni dei migranti respinti in Mauritania dalle autorità spagnole. Sulle missioni Frontex nell'Atlantico è invece disponibile uno studio della Ong tedesca Pro Asyl.

### Algeria - Sardegna
Dalla fine del 2006 le coste cagliaritane sono meta delle rotte dell'emigrazione algerina. I migranti partono dalla costa tra Annaba, Sidi Salem, Oued Bukrat e El Bettah. I migranti viaggiano a bordo di piccole barche in legno o vetroresina dotate di piccoli motori fuoribordo, a gruppi di 15-20 persone. Il tragitto copre circa 250 km e costa intorno ai 1.000 euro. Fino a pochi anni fa in Sardegna si arrivava soltanto nascosti sulle navi mercantili dirette a Cagliari. Il primo sbarco fu registrato il 30 agosto 2006: una barca con 17 passeggeri approdò tra i turisti sulla spiaggia di Santa Margherita di Pula, a Cagliari. Inizialmente si pensò ad un errore del timoniere, ma da allora la rotta è sempre più battuta: 189 arrivi nel 2006, 1.500 nel 2007 e 766 nel primo semestre 2008. L'utilizzo di questo nuovo tragitto potrebbe essere legato all'intenso pattugliamento lungo le coste occidentali algerine, tra Ghazaouet e Mostaganem, nella provincia di Oran, noto punto di imbarco per le coste spagnole. Lungo le rotte tra l'Algeria e la Sardegna hanno perso la vita almeno 110 persone.
Nel 2007, nelle acque tra Algeria e Sardegna, l'agenzia europea Frontex ha coordinato una missione di pattugliamento congiunto nominata Hermes. Costata 1.890.000 euro, ha visto la partecipazione di Germania, Francia, Spagna, Italia, Grecia, Portogallo, Romania e Regno Unito, con il dispiegamento di 6 corvette, 5 elicotteri, 2 aerei e 17 esperti di polizia. In un mese di attività, dal 18 settembre al 9 ottobre 2007, sono stati intercettati 30 migranti. Nelle acque algerine, la marina militare algerina ha attivato a sua volta un dispositivo di pattugliamento e soccorso in mare. Nonostante un calo degli sbarchi registrato nel 2009, la rotta Annaba-Sulcis è ancora attiva, come testimoniano gli arrivi registrati nel mese di febbraio 2016. Del fenomeno si è occupata una giornalista ricercatrice, Arianna Obinu, che ha pubblicato Harraga. Il sogno europeo passa dalla Sardegna (2013).

### Libia - Malta - Italia

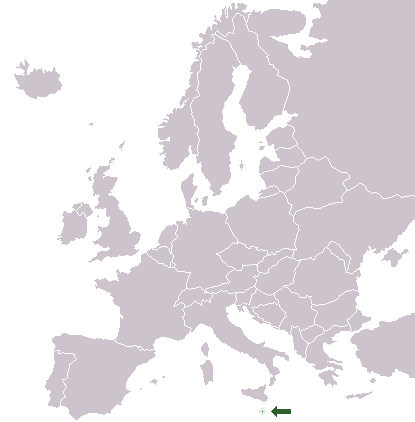
Localizzazione di Malta rispetto all'Europa

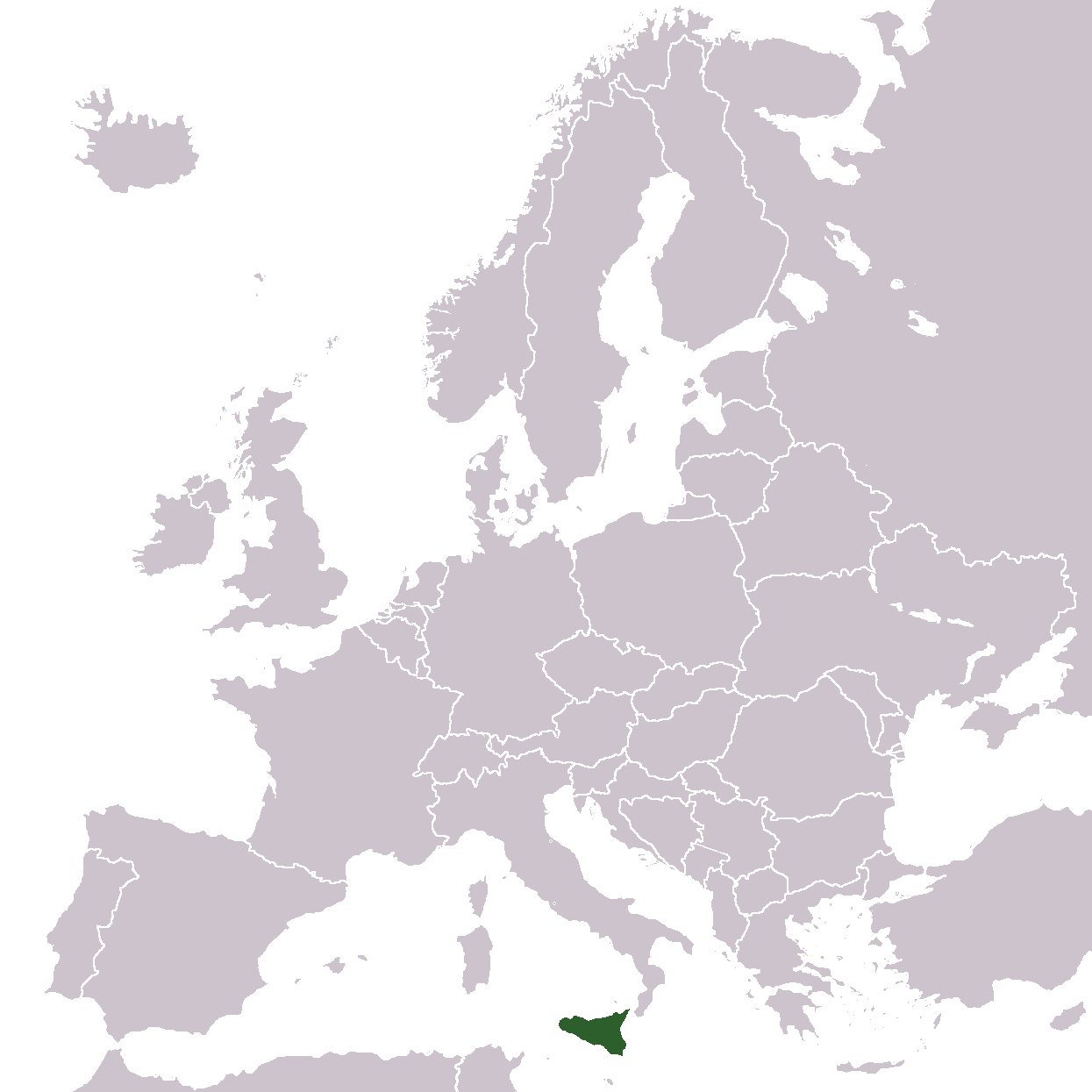
Localizzazione della Sicilia rispetto all'Europa

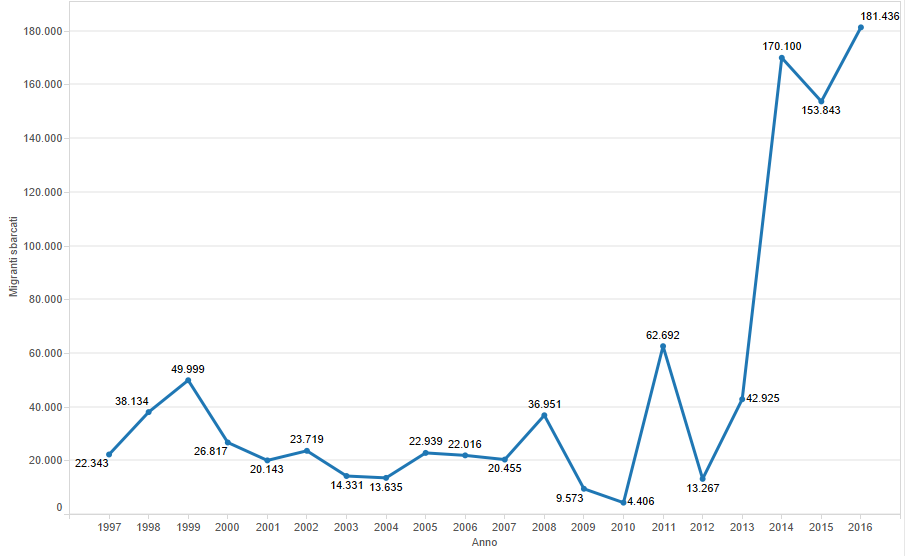
Numero di migranti sbarcati in Italia, 1997-2016

Per la sua posizione geografica, l'Italia rappresenta uno dei punti di ingresso in Europa per la migrazione africana. A partire dagli anni novanta le coste trapanesi e lampedusane hanno conosciuto gli sbarchi prima di tunisini, e poi di cittadini del Nordafrica e di tutta l'Africa subsahariana che raggiungevano la Tunisia per imbarcarsi alla volta di Lampedusa. E anche di cittadini dell'Asia, che facendo scalo, in aereo, a Malta, venivano poi imbarcati clandestinamente su vecchie imbarcazioni che li accompagnavano sulle coste della Sicilia orientale. La situazione cambia a partire dal 1998. Il 6 agosto di quell'anno viene firmato uno Scambio di note tra l'Italia e la Tunisia concernente l'ingresso e la riammissione delle persone in posizione irregolare. Alla Tunisia vengono inviati supporti tecnici ed operativi e un fondo di 15 miliardi di lire per tre anni. 500 milioni di lire sono dedicati alla realizzazione in Tunisia di centri di permanenza. Il giro di vite anti-emigrazione applicato dal governo tunisino non fa che spostare più a sud le partenze. L'emigrazione sub-sahariana scompare dalla Tunisia. L'ultimo paese di transito per arrivare in Italia è la Libia. Le partenze da allora si concentrano lungo le coste tra Zuwarah e Tripoli. Nel frattempo anche la situazione a Malta cambia. Dopo l'ingresso nell'Unione europea nel 2004, l'isola cessa di essere una base logistica per gli organizzatori delle traversate. Al contrario, diventa una meta per i migranti partiti dalla Libia. Gli arrivi aumentano a partire dal 2002, anche se i migranti preferiscono l'Italia a Malta, dato che nell'isola infatti vanno incontro a una detenzione fino a 18 mesi in condizioni giudicate degradanti dallo stesso Parlamento Europeo.
| Sbarchi a Malta | 2002  | 2003 | 2004  | 2005  | 2006  | 2007  | 2008  | 2009  | 2010 | 2011  |
|                 | 1.686 | 520  | 1.388 | 1.822 | 1.720 | 1.702 | 2.775 | 1.475 | 47   | 1.579 |

In Sicilia, la maggior parte dei migranti arriva a Lampedusa. Il dispositivo di pattugliamento in mare, a cui partecipano Guardia costiera, Guardia di finanza e Marina Militare, fa sì che quasi tutti i natanti siano intercettati in alto mare e quindi scortati a Lampedusa, dove i migranti sono trattenuti per un periodo che può andare dai 2 ai 15 giorni nel centro di prima accoglienza, da dove saranno poi inviati nei centri di prima accoglienza sparsi sul territorio italiano. L'utilizzo di Lampedusa come punto di smistamento è dovuto al fatto che l'isola è il punto ed il centro abitato più meridionale dello Stato italiano. Situata alla latitudine di 35°30' N, l'isola si trova più a sud di Tunisi e Algeri e dista solo 113 km dalla Tunisia. Il dispositivo di pattugliamento è rafforzato durante l'estate dalla missione Nautilus coordinata dall'agenzia europea Frontex.
Dal 1988 le vittime del Canale di Sicilia sarebbero almeno 2.962. Il più grave naufragio fu il naufragio della F174, la notte di Natale del 1996, quando 14 miglia al largo di Portopalo di Capo Passero, in provincia di Siracusa, persero la vita 289 migranti chiusi nella stiva di una nave affondata durante una notte in tempesta dopo essere stata speronata dalla nave madre dalla quale erano stati trasbordati i passeggeri.
Nei primi sei mesi del 2008, secondo dati del Ministero dell'Interno, le prime dieci nazionalità dei migranti sbarcati in Sicilia erano: Somalia (2.556 persone), Nigeria (1.859), Tunisia (1.287), Ghana (853), Marocco (849), Egitto (557), Burkina Faso (290), Costa d'Avorio (277), Eritrea (240) e Togo (202). Secondo l'Acnur, il 60% delle 14.053 richieste d'asilo politico presentate in Italia nel 2007 provengono da migranti sbarcati sulle coste italiane. Il 10% delle domande viene accolto e il 47% riceve una protezione umanitaria. Il che significa che dei 20.455 migranti sbarcati in Italia nell'intero 2007, uno su quattro era un titolare di protezione internazionale. Le cifre sono molto ridotte rispetto ai 31,7 milioni di rifugiati censiti nel mondo dall'Acnur alla fine del 2007, la maggior parte dei quali è ospitato in Pakistan, Siria e Iran.
Ed è ridotta anche l'incidenza degli sbarchi sul fenomeno immigrazione in Italia. Secondo il Ministero dell'Interno, non più del 15% dei migranti oggi residenti in Italia senza permesso di soggiorno sarebbe arrivato via mare. Gli altri sono overstayers, sono cioè entrati in Italia con un visto turistico che hanno poi lasciato scadere. Nel 2007, a fronte dei 20.455 sbarchi, il governo italiano ha chiesto l'ingresso di 170.000 lavoratori stranieri e di 80.000 lavoratori stagionali, ovvero oltre dieci volte il numero degli arrivi in Sicilia.
| Sbarchi in Italia | 1997   | 1998   | 1999   | 2000   | 2001   | 2002   | 2003   | 2004   | 2005   | 2006   | 2007   | 2008   | 2009  | 2010  | 2011   | 2012   | 2013   | 2014    | 2015    | 2016    | 2017    | 2018   | 2019  | 2020   | 2021   | 2022    | 2023    | 2024   |
| Sicilia           | n.d.   | n.d.   | 1.973  | 2.782  | 5.504  | 18.225 | 14.017 | 13.594 | 22.824 | 21.400 | 16.585 | 34.540 | n.d.  | n.d.  | n.d.   | n.d.   | n.d.   | n.d.    | n.d.    | n.d.    | n.d.    | n.d.   | n.d.  | n.d.   | n.d.   | n.d.    | n.d     | n.d.   |
| Calabria          | n.d.   | n.d.   | 1.545  | 5.045  | 6.093  | 2.122  | 177    | 23     | 88     | 282    | 1.971  | 663    | n.d.  | n.d.  | n.d.   | n.d.   | n.d.   | n.d.    | n.d.    | n.d.    | n.d.    | n.d.   | n.d.  | n.d.   | n.d.   | n.d.    | n.d.    | n.d.   |
| Puglia            | n.d.   | n.d.   | 46.481 | 18.990 | 8.546  | 3.372  | 137    | 18     | 9      | 243    | 61     | 127    | n.d.  | n.d.  | n.d.   | n.d.   | n.d.   | n.d.    | n.d.    | n.d.    | n.d.    | n.d.   | n.d.  | n.d.   | n.d.   | n.d.    | n.d.    | n.d.   |
| Sardegna          | n.d.   | n.d.   | 0      | 0      | 0      | 0      | 0      | 0      | 16     | 182    | 1.548  | 1.621  | n.d.  | n.d.  | n.d.   | n.d.   | n.d.   | n.d.    | n.d.    | n.d.    | n.d.    | n.d.   | n.d.  | n.d.   | n.d.   | n.d.    | n.d.    | n.d.   |
| Totale sbarchi    | 22.343 | 38.134 | 49.999 | 26.817 | 20.143 | 23.719 | 14.331 | 13.635 | 22.939 | 22.016 | 20.455 | 36.951 | 9.573 | 4.406 | 62.692 | 13.267 | 42.925 | 170.100 | 153.842 | 181.436 | 119.369 | 23.370 | 3.729 | 34.154 | 67.477 | 105.140 | 157.652 | 66.317 |

#### Accordi Italia-Libia
Per il contrasto dell'immigrazione africana nel Canale di Sicilia, il governo italiano ha siglato diversi accordi con la Libia. Il primo nel 2003, firmato dal governo Berlusconi, prevedeva l'invio in Libia di mezzi per il pattugliamento e fondi per la costruzione di due campi di detenzione a Kufrah e Gharyan. Un secondo accordo è stato firmato il 29 dicembre 2007 dal governo Prodi prevedendo l'avvio di pattugliamenti italo-libici da effettuarsi in acque libiche con l'obiettivo di respingere verso i porti di partenza i migranti intercettati in mare.
Contro il respingimento in Libia di potenziali rifugiati politici si è espressa anche Amnesty International. La Libia non ha mai firmato la Convenzione di Ginevra sui rifugiati. Diversi rapporti internazionali inoltre denunciano abusi e torture commessi dalla polizia libica ai danni dei migranti nei campi di detenzione sparsi nel paese. Una mappa dei campi è stata realizzata da Fortress Europe.
Un terzo accordo con Gheddafi fu firmato nel 2008 direttamente da Silvio Berlusconi: sulla scorta di tale intesa - che prevedeva campi di raccolta in suolo libico, per impedire le partenze di migranti, e che consentiva respingimenti in mare verso la Libia delle barche intercettate dalla Marina italiana - furono respinti i ricorrenti del caso Hirsi e altri contro Italia, sul quale nel 2012 l'Italia fu condannata dalla Corte europea dei diritti umani. L'Italia non diede attuazione alla sentenza, ma l'intesa comunque era divenuta inapplicabile per la perdita di autorità statuale in Libia con la guerra civile.

### Siria - Turchia - Grecia

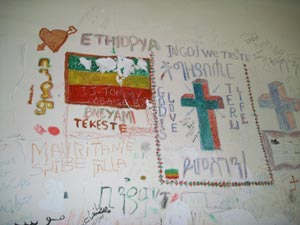
Bandiera dell'Etiopia disegnata su un muro del vecchio campo di detenzione per migranti sull'isola greca di Samos

Dall'inizio degli anni duemila, le isole greche del mar Egeo sono divenute meta dei flussi migratori, inizialmente di origine asiatica, di transito in Turchia. Gli intensi pattugliamenti lungo la rotta spagnola e italiana hanno spostato i flussi dell'emigrazione africana sulla rotta greca. Interi quartieri di Istanbul e Smirne (in Turchia) sono abitati da migranti africani di transito, in attesa di raggiungere la Grecia, via mare oppure via terra, attraversando nascosti nei camion la frontiera nord occidentale della Turchia. A Istanbul i migranti africani (somali, eritrei, nigeriani, sudanesi, senegalesi, burkinabé, ma anche marocchini, tunisini e algerini) vivono nei quartieri di Aksaray, Kumkapı, Zeytinburnu e Tarlabaşı. Ogni nazionalità ha un proprio connection man che prende in pegno i soldi per il pagamento del viaggio (2.000 dollari per la traversata via mare e 4.000 per quella via terra), ne trattiene una quota e li consegna al kaçakçi, l'organizzatore, di solito turco, una volta finito il viaggio. Una volta pagato si viene trasferiti nella città costiera di Smirne, ospitati nei piccoli alberghi del quartiere Basmane. Il pagamento della quota del viaggio dà diritto a imbarcarsi di nuovo, gratuitamente, ogni qual volta la traversata non vada a buon fine. Il viaggio infatti è molto pericoloso, sebbene il tragitto sia di poche miglia marittime. La Guardia costiera greca è abituata a respingere in mare i migranti intercettati. Secondo decine di testimonianze raccolte dalla ong tedesca Pro Asyl nel 2007, spesso i gommoni sono forati dagli agenti, che li lasciano quindi affondare in prossimità della costa turca. Il 26 settembre 2006, a Karaburun, nella provincia di Smirne, 8 migranti morirono annegati dopo essere stati gettati in mare da una motovedetta della Guardia costiera greca, secondo una denuncia di Amnesty International. Altre volte, per evitare i pattugliamenti, si parte in piena tempesta. I viaggi vengono effettuati quasi sempre in gommoni tipo zodiac con motore fuoribordo. Talvolta, quando le traversate sono autoorganizzate, ci si imbarca su canotti di due metri, in gruppi di quattro o cinque persone, spingendosi con i remi, senza motore, nei punti della costa più vicini alle isole. Dal 1994 le vittime tra la Turchia e la Grecia sono almeno 908, di cui 257 soltanto nel 2007.
Una volta in Grecia, la quasi totalità dei migranti e dei richiedenti asilo entra nella clandestinità. Dai centri di detenzione delle isole, si viene rilasciati con un ordine di espulsione valido un mese. Arrivati ad Atene molti provano a chiedere asilo politico. Tuttavia il diniego delle domande d'asilo in Grecia è pressoché sistematico: su 13.345 richieste d'asilo nei primi sette mesi del 2007, sono stati riconosciuti solo 16 rifugiati e 11 protezioni umanitarie. Lo 0,2%. La Grecia ha firmato nel 2001 un accordo di riammissione con la Turchia. E i diniegati rischiano l'espulsione in Turchia. A loro volta in Turchia, molti rischiano di essere rimpatriati oppure riaccompagnati al confine con la Siria. La maggior parte dei migranti africani infatti atterra con un visto turistico in Siria ed entra senza documenti in Turchia, attraversando a piedi il confine siriano, sulle montagne tra Halabb (in Siria) e Hatay (in Turchia). Le condizioni di detenzione nel centro di trattenimento degli immigrati in Turchia sono pessime, secondo quanto dichiarato dal rapporto Unwelcome Guests, redatto da Helsinki Yurttaslar Dernegi (YD) nel 2008.
(Testimonianza sul campo di detenzione di Hatay, raccolta a Istanbul da Gabriele Del Grande)
In Grecia il tasso di riconoscimento delle richieste di asilo politico è uno dei più bassi di Europa. Nel 2007, il 99% delle richieste è stato rifiutato. Così molti richiedenti asilo - soprattutto afgani - continuano il loro viaggio clandestino verso l'Europa. Si concentrano a Patrasso, dove ogni notte tentano di nascondersi nei camion che dal porto si imbarcano sui traghetti diretti in Italia.
| Anno | Sbarchi in Grecia            |
| ---- | ---------------------------- |
| 2015 | 856.723                      |
| 2016 | 173.450                      |
| 2017 | 29.045 (dato al 20 dicembre) |

### Turchia - Cipro
L'isola di Cipro, è membro dell'Unione europea dal maggio del 2004. Ed è dall'inizio degli anni duemila una delle mete dell'immigrazione africana verso l'Europa. Secondo dati ufficiali, nel 2006 l'isola ospitava circa 110.000 migranti, ovvero il 15% della popolazione residente. Secondo il rapporto su Cipro del Parlamento Europeo, dal 2004 sono stati arrestati 12.000 migranti senza documenti sull'isola, e le persone fermate nel 2006 sono state 3.778, il 378% in più rispetto al 2005. I principali paesi di origine dei migranti a Cipro sono Siria, Iran, Pakistan, Iraq, Bangladesh, Egitto e Turchia, ma molti vengono anche dall'Africa. Il numero di richiedenti asilo è di circa 10.000 persone. Data la difficoltà di ottenere un visto Schengen, la maggior parte dei migranti africani raggiunge prima la Repubblica Turca di Cipro Nord e poi attraversa clandestinamente la "linea verde" che dal 1974 divide in due l'isola, dopo l'intervento militare turco. Per entrare nella parte nord dell'isola ci sono vari modi. Alcuni viaggiano nascosti nelle navi mercantili. Altri invece, una volta ottenuto un visto turistico per la Turchia, atterrano all'aeroporto di Erçan. Dalla Siria invece è facile imbarcarsi sul traghetto di linea che collega Laodicea al porto di Famagosta. Una volta presentata la richiesta d'asilo a Cipro, i tempi di attesa possono durare anni. E i migranti senza documenti vengono arrestati e mantenuti in detenzione - senza alcun limite di tempo - in una sezione del carcere centrale di Nicosia, il Blocco 10.
Nell'ottobre del 2007, il blocco 10 del carcere di Nicosia fu teatro di una rivolta: sei richiedenti asilo politico iraniani e un afgano passarono quattro giorni arrampicati sulla torre della cisterna dell'acqua, chiedendo che le loro domande d'asilo venissero riesaminate. Un anno prima, nel maggio 2006, altre proteste avevano colpito il centro, con scioperi della fame e materassi incendiati.
Una sessantina di richiedenti asilo politico curdi siriani e iracheni vivono a Dhekelia, una delle due Sovereign Base Areas (SBA) di Cipro, postazioni mantenute sotto l'autorità inglese dopo l'indipendenza dell'isola, ex colonia britannica, nel 1960. Due aree di 250 km quadrati con una popolazione di circa 3.500 abitanti, per lo più militari e funzionari inglesi. Si tratta dei passeggeri di una nave di profughi che nell'ottobre del 1998 salpò dal Libano verso le coste della Calabria e fu costretta ad approdare ad Akrotiri, una delle due SBA di Cipro, dopo un guasto al motore. Nel 2004 Cipro ha firmato un accordo con le SBA per farsi carico di queste persone.

### Egitto - Israele
Dalla fine del 2005, si è aperta una nuova rotta per la migrazione africana, dall'Egitto verso Israele. Si tratta in particolare di richiedenti asilo politico sudanesi e eritrei, che entrano in Egitto dal Sudan, attraversando il deserto, e poi continuano il viaggio attraverso il deserto della penisola del Sinai. Secondo l'UNHCR, soltanto nel 2007, sono transitati dalla frontiera tra Egitto e Israele almeno 5.000 potenziali rifugiati. Le autorità egiziane sono accusate da Amnesty International di aver ucciso a colpi di arma da fuoco decine di rifugiati intercettati lungo la frontiera con Israele, nel corso del 2007 e del 2008. Lo stesso rapporto di Amnesty International, denuncia deportazioni collettive e rapimenti a scopo di riscatto di richiedenti asilo eritrei dall'Egitto. In particolare, nel giugno 2008, almeno 1.200 eritrei sono stati rimpatriati dall'Egitto. Molti erano stati arrestati ad Aswan, alla frontiera meridionale con il Sudan, da dove erano entrati senza documenti, diretti in Israele.
(Testimonianza raccolta da Gabriele Del Grande)

## Le stragi sulle rotte dell'immigrazione
Decine di migliaia di migranti sono morti tentando di raggiungere clandestinamente l'Unione europea. Vittime soprattutto dei naufragi nel Mediterraneo e dei viaggi nel deserto del Sahara. Secondo i dati elaborati dall'osservatorio Fortress Europe e basati sulle notizie documentate dalla stampa internazionale, le vittime sulle rotte dell'immigrazione verso l'Ue sarebbero almeno 12.572. Si tratta di dati approssimati per difetto, in quanto non tutti i naufragi sono riportati sulla stampa, specialmente quelli occorsi in prossimità delle coste africane. Il dato reale, pertanto, potrebbe essere superiore.
Le vittime in mare sono aumentate anche per l'evolversi delle rotte, che negli ultimi anni sono diventate più lunghe e pericolose, al fine di eludere l'intensificarsi dei pattugliamenti anti-immigrazione, dal 2006 coordinati dall'agenzia europea Frontex ed esternalizzati nelle acque territoriali di alcuni Paesi di transito, come Turchia, Egitto, Libia, Algeria, Marocco, Mauritania e Senegal.
Nel Mar Mediterraneo e nell'Oceano Atlantico verso le Canarie - stima Fortress Europe - sono annegate 8.830 persone. Metà delle salme (4.648) non sono mai state recuperate. Nel Canale di Sicilia tra la Libia, l'Egitto, la Tunisia, Malta e l'Italia le vittime sono 2.887, tra cui 1.830 dispersi. Altre 110 persone sono morte navigando dall'Algeria verso la Sardegna. Lungo le rotte che vanno dal Marocco, dall'Algeria, dal Sahara occidentale, dalla Mauritania e dal Senegal alla Spagna, puntando verso le isole Canarie o attraversando lo stretto di Gibilterra, sono morte almeno 4.189 persone di cui 2.099 risultano disperse. Nell'Egeo invece, tra la Turchia e la Grecia, hanno perso la vita 896 migranti, tra i quali si contano 461 dispersi. Infine, nel Mare Adriatico, tra l'Albania, il Montenegro e l'Italia, negli anni passati sono morte 603 persone, delle quali 220 sono disperse. Inoltre, almeno 603 migranti sono annegati sulle rotte per l'isola francese di Mayotte, nell'oceano Indiano. Il mare non si attraversa soltanto su imbarcazioni di fortuna, ma anche su traghetti e mercantili, dove spesso viaggiano molti migranti, nascosti nella stiva o in qualche container, ad esempio tra la Grecia e l'Italia. Ma anche qui le condizioni di sicurezza restano bassissime: 151 le morti accertate per soffocamento o annegamento dall'osservatorio. Nel Sahara poi le vittime censite sono almeno 1.594 dal 1996. Tra i morti si contano anche le vittime delle deportazioni collettive praticate dai governi di Tripoli, Algeri e Rabat, abituati da anni - secondo quanto riportato dalla stampa - ad abbandonare a se stessi gruppi di centinaia di persone in zone frontaliere in pieno deserto
In Libia si sono registrati gravi episodi di violenze contro i migranti. Non esistono dati sulla cronaca nera. Nel 2006 Human rights watch e Afvic hanno accusato Tripoli di arresti arbitrari e torture nei centri di detenzione per stranieri, tre dei quali sarebbero stati finanziati dall'Italia. Nel settembre 2000 a Zawiya, nel nord-ovest del Paese, vennero uccisi almeno 560 migranti nel corso di sommosse razziste.
Viaggiando nascosti nei tir hanno perso la vita in seguito ad incidenti stradali, per soffocamento o schiacciati dal peso delle merci 299 persone. E almeno 182 migranti sono annegati attraversando i fiumi frontalieri: la maggior parte nell'Oder-Neisse tra Polonia e Germania, nell'Evros tra Turchia e Grecia, nel Sava tra Bosnia e Croazia e nel Morava, tra Slovacchia e Repubblica Ceca. Altre 112 persone sono invece morte di freddo percorrendo a piedi i valichi della frontiera, soprattutto in Turchia e Grecia. In Grecia, al confine nord-orientale con la Turchia, nella provincia di Evros, esistono ancora i campi minati. Qui, tentando di attraversare a piedi il confine, sono rimaste uccise 88 persone.
Infine, colpiti dagli spari della polizia di frontiera, sono morti 199 migranti, di cui 35 soltanto a Ceuta e Melilla, le due enclave spagnole in Marocco, 50 in Gambia, 47 in Egitto e altri 32 lungo il confine turco con l'Iran e l'Iraq. Ma ad uccidere sono anche le procedure di espulsione in Francia, Belgio, Germania, Spagna, Svizzera e l'esternalizzazione dei controlli delle frontiere in Marocco e Libia. Infine 41 persone sono morte assiderate, viaggiando nascoste nel vano carrello di aerei diretti negli scali europei. E altre 25 hanno perso la vita tentando di raggiungere l'Inghilterra da Calais, nascosti nei camion o sotto i treni che attraversano il tunnel della Manica, oltre a 12 morti investiti dai treni in altre frontiere e 3 annegati nel Canale della Manica.

## Reti e giro d'affari
I flussi migratori nel Mediterraneo danno vita a un giro d'affari illecito di centinaia di milioni di euro l'anno. Il prezzo dei viaggi varia da frontiera a frontiera, aggirandosi tra i 500 e i 2.000 dollari. Il pagamento è effettuato usualmente in dollari o in euro, non rimborsabili nel caso la traversata non si compia.
Sebbene esistano viaggi auto organizzati dagli stessi migranti, la maggior parte delle partenze è controllata da alcune organizzazioni, ognuna delle quali si occupa del passaggio di una frontiera.
Alla base del sistema si trovano i cosiddetti recruteurs (reclutatori o connection man), usualmente connazionali dei migranti residenti nelle loro zone di origine del clandestino, che si occupano di vendere i contatti, ad esempio in Libia o in Marocco, della rete di persone che lo ospiterà e lo trasborderà al luogo di imbarco.
Il viaggio vero e proprio viene organizzato dai passeur, traducibile con "trafficante", più spesso originari del luogo da cui parte la traversata del mare. Molte persone di alto livello di istruzione riescono comunque a raggiungere i paesi di partenza da sole, facendosi dare contatti dei passeurs dai propri parenti che sono già arrivati in Europa. I passeurs, quando i viaggi vanno a buon fine, godono generalmente della riconoscenza delle popolazioni locali: in Marocco ad esempio, un ex passeur è stato eletto sindaco di Fuqara, un piccolo villaggio alle porte di Khouribga proprio grazie ai voti delle famiglie dei ragazzi che aveva aiutato a far partire.
Una volta pagati in contanti, i passeurs portano i candidati alla traversata al punto di partenza (nel caso della Libia solitamente verso Zuara, una città al confine con la Tunisia), dove alloggiano per qualche giorno prima di imbarcarsi.
Una volta approntata la nave comprata al ribasso o rubata, ed eventualmente corrotta la polizia, i passeggeri vengono portati nella notte in riva al mare. Sconti particolari vengono fatti a chi si offre volontario per la guida delle imbarcazioni, spesso affidate per questo a capitani senza alcuna esperienza di mare, con conseguente aumento delle vittime.